# Éric Lindmann
Éric Lindmann, né le 25 janvier 1975 à Saint-Étienne, est un nageur handisport français.

## Carrière
Éric Lindmann participe à quatre éditions des Jeux paralympiques, remportant huit médailles d'or, quatre médailles d'argent et six médailles de bronze.

## Palmarès
- Jeux paralympiques d'été de 1992 à Barcelone
  -  Médaille d'or du 400 m nage libre S7
  -  Médaille d'or du 4x50 m nage libre S1-6
  -  Médaille d'or du 4x50 m quatre nages S1-6
  -  Médaille d'argent du 200 m quatre nages SM6
  -  Médaille d'argent du 100 m dos S7
  -  Médaille de bronze du 100 m brasse SB5
  -  Médaille de bronze du 100 m nage libre S7
- Jeux paralympiques d'été de 1996 à Atlanta
  -  Médaille d'or du 200 m quatre nages SM7
  -  Médaille d'or du 100 m dos S7
  -  Médaille d'or du 100 m nage libre S7
  -  Médaille d'or du 400 m nage libre S7
  -  Médaille d'argent du 50 m nage libre S7
- Jeux paralympiques d'été de 2000 à Sydney
  -  Médaille d'or du 200 m quatre nages SM7
  -  Médaille d'argent du 100 m brasse SB6
  -  Médaille de bronze du 400 m nage libre S7
- Jeux paralympiques d'été de 2004 à Athènes
  -  Médaille de bronze du 200 m quatre nages SM7
  -  Médaille de bronze du 100 m brasse SB6
  -  Médaille de bronze du 100 m dos S7